# Пам'ятки історії Ленінського району
У Ленінському районі Криму нараховується 115 пам'яток історії та монументального мистецтва, всі - місцевого значення. 
| № п/п | Обліковій номер | Найменування пам'ятника | адреса / розташування | Рішення про взяття на облік     | фото |
| ----- | --------------- | --- | --- | ------------------------------- | ---- |
| 1     | 1338            | Братське кладовище, 1941-1944 рр.. | Ленінська с/р, п. Леніне, 2 км на південний схід від селища, на ст. Сім Колодязів                                             | Рішення КО від 05.09.1969 № 595 |      |
| 2     | 1296            | Могила Г.А.Перемещенко, березень 1944 р. | Ленінська с/р, п. Леніне, кут вулиць Пушкіна та Перемещенко                                                                   | Рішення КО від 05.09.1969 № 595 |      |
| 3     | 1294            | Братська могила радянських воїнів, грудень 1941 р., травень 1942 р., 1944 р.                                                                      | Ленінська с/р, п. Леніно, вул. Некрасова                                                                                      | Рішення КО від 05.09.1969 № 595 |      |
| 4     | 1295            | Група могил радянських воїнів, 1941-1944 рр.. | Ленінська с/р, п. Леніне, вул. Парельского, цвинтар                                                                           | Рішення КО від 05.09.1969 № 595 |      |
| 5     | 1363            | Пам'ятний знак на честь воїнів-односельчан. Дата споруди: 1967 р.                                                                                 | Ленінська с/р, п. Леніне, вул. Пушкіна, біля Будинку культури                                                                 | Рішення КО від 05.09.1969 № 595 |      |
| 6     | 1298            | Братська могила радянських воїнів, 1941-1944 рр..                                                                                                 | Багеровська с/р, п. Багерове, цвинтар                                                                                         | Рішення КО від 05.09.1969 № 595 |      |
| 7     | 1300            | Братська могила радянських воїнів, 1941-1943 рр..                                                                                                 | Багеровська с/р, п. Багерове, парк біля Будинку культури, вул. Шосейна                                                        | Рішення КО від 05.09.1969 № 595 |      |
| 8     | 1299            | Братська могила радянських воїнів, 1941-1944 рр..                                                                                                 | Багеровська с/р, п. Багерове, вул. Леніна, автобаза «Багерово», в парку                                                       | Рішення КО від 05.09.1969 № 595 |      |
| 9     | 1297            | Братська могила радянських воїнів та партизанів, 1918-1920 рр.., 1941-1944 рр..                                                                   | Багеровська с/р, п. Багерове, вул. Центральна                                                                                 | Рішення КО від 05.09.1969 № 595 |      |
| 10    | 1286            | Ак-Монайські позиції — місце боїв, квітень-червень 1919 р., листопад 1941 р., травень 1942 р., квітень 1944 р.                                    | Батальненська с/р, с. Батальне, 6,5 км на захід, за 19 км шосе Феодосія-Керч                                                  | Рішення КО від 05.09.1969 № 595 |      |
| 11    | 1310            | Братська могила радянських воїнів, квітень-Червень 1919 р., 1941-1942 рр.., квітень 1944 р.                                                       | Батальненська с/р, с. Батальне, у Будинку культури                                                                            | Рішення КО від 05.09.1969 № 595 |      |
| 12    | 1309            | Братська могила радянських воїнів, січень-травень 1942 р.                                                                                         | Батальненська с/р, с. Південне, південна околиця села, цивільне кладовище, біля ставка                                        | Рішення КО від 05.09.1969 № 595 |      |
| 13    | 1948            | Братська могила радянських воїнів, січень-травень 1942 р.                                                                                         | Батальненська с/р, с. Ячмінне, в сквері біля клубу                                                                            | Рішення КО від 15.01.1980 № 16  |      |
| 14    | 1941            | Братська могила радянських воїнів, грудень 1941 р., травень 1942 р., квітень 1944 р.                                                              | Бєлінська с/р, с. Бєлінське, цвинтар                                                                                          | Рішення КО від 15.01.1980 № 16  |      |
| 15    | 1942            | Пам'ятний знак на честь односельців. Дата споруди: 1975 р.                                                                                        | Бєлінська с/р, с. Бєлінське, вул. Шосейна, у школи                                                                            | Рішення КО від 15.01.1980 № 16  |      |
| 16    | 1964            | Могила радянського воїна, 1944 р. | Бєлінська с/р, с. Верхнезаморское, цвинтар                                                                                    | Рішення КО від 15.01.1980 № 16  |      |
| 17    | 1365            | Пам'ятний знак на честь воїнів-односельчан, 1941-1945 рр..                                                                                        | Виноградненської с/с, с. Виноградне, вул. Мічуріна                                                                            | Рішення КО від 05.09.1969 № 595 |      |
| 18    | 1307            | Братська могила радянських воїнів. Дата події: січень-травень 1942 р. Дата споруди: 1967 м.                                                       | Виноградненської с/с, с. Виноградне, вул. Мічуріна, біля Будинку культури                                                     | Рішення КО від 05.09.1969 № 595 |      |
| 19    | 1305            | Братська могила партизан, 1941-1944 рр.. | Виноградненської с/с, с. Романове, цвинтар                                                                                    | Рішення КО від 05.09.1969 № 595 |      |
| 20    | 1992            | Братська могила радянських воїнів, січень 1944 р.                                                                                                 | Войковська с/р, с. Бондаренкове, 3 км на північний захід, висота 164,5 (мис Тархан)                                           | Рішення КО від 15.01.1980 № 16  |      |
| 21    | 1958            | Пам'ятний знак на честь героя Радянського Союзу Б.Н.Аршінцева. Дата події: січень 1944р. Дата споруди: 1975р.                                     | Войковська с/р, с. Бондаренкове, 3 км на північний захід, висота 164,5 (мис Тархан)                                           | Рішення КО від 15.01.1980 № 16  |      |
| 22    | 1959            | Пам'ятний знак на честь героя Радянського Союзу П.І.Костенко. Дата події: січень 1944 р. Дата споруди: 1975 р.                                    | Войковська с/р, с. Бондаренкове, 3 км на північний захід, висота 164,5 (мис Тархан)                                           | Рішення КО від 15.01.1980 № 16  |      |
| 23    | 1314            | Братська могила радянських воїнів, січень 1944 р.                                                                                                 | Войковська с/р, с. Бондаренкове, 3 км на північний захід, мис Тархан                                                          | Рішення КО від 05.09.1969 № 595 |      |
| 24    | 1289            | Пам'ятний знак на честь Героя Радянського Союзу В.П.Бондаренко. Дата події: листопад 1943 р. Дата споруди: 1965 р.                                | Войковська с/р, с. Бондаренкове, при в'їзді в село                                                                            | Рішення КО від 05.09.1969 № 595 |      |
| 25    | 1957            | Пам'ятний знак на честь воїнів-односельчан. | Войковська с/р, с. Бондаренкове, вул. Шосейна                                                                                 | Рішення КО від 15.01.1980 № 16  |      |
| 26    | 1312            | Братські могили радянських воїнів (в 9 могилах поховано 19 осіб), січень 1944 р., 1967 р.                                                         | Войковська с/р, с. Войкове, цивільне кладовище                                                                                | Рішення КО від 05.09.1969 № 595 |      |
| 27    | 1368            | Пам'ятний знак на честь воїнів-односельчан. Дата споруди: 1967 р.                                                                                 | Войковська с/р, с. Войкове, вул. Колгоспна                                                                                    | Рішення КО від 05.09.1969 № 595 |      |
| 28    | 1313            | Братська могила радянських воїнів, 26 грудня 1941 р. — 2 січня 1942 р.                                                                            | Войковська с/р, с. Курортне, цвинтар, на мисі Зюк                                                                             | Рішення КО від 05.09.1969 № 595 |      |
| 29    | 1855            | Пам'ятний знак на честь воїнів-односельчан. Дата споруди: 1967 р.                                                                                 | Глазовська с/р, с. Глазовка, на 4 км шосе Керч-Глазовка                                                                       | Рішення КО від 15.01.1980 № 16  |      |
| 30    | 1315            | Військове кладовище (меморіальний комплекс), 1941-1944 гг.                                                                                        | Глазовська с/р, с. Глазовка, вул. Шосейна, у дороги Керч-с.Осовини                                                            | Рішення КО від 05.09.1969 № 595 |      |
| 31    | 1316            | Братська могила радянських воїнів, грудень 1941 р., січень 1942 р., листопад 1943 р., квітень 1944 р.                                             | Глазовська с/р, с. С.Осовини, вул. Жовтнева                                                                                   | Рішення КО від 05.09.1969 № 595 |      |
| 32    | 1317            | Братська могила радянських воїнів (поховано 2076 чел.), грудень 1941 р., січень 1942 р., листопад 1943 р., квітень 1944 р.                        | Глазовська с/р, с. Юркіно, у західній околиці села, на висоті                                                                 | Рішення КО від 05.09.1969 № 595 |      |
| 33    | 1318            | Пам'ятний знак на честь А.П.Петренко. Дата подій: 1941-1942 рр.. Дата споруди: 1967 р.                                                            | Глазовська с/р, с. Юркіно, вул. Кірова, у клубу                                                                               | Рішення КО від 05.09.1969 № 595 |      |
| 34    | 1322            | Братська могила радянських воїнів, травень 1942 р., квітень 1944 р.                                                                               | Горностаївська с/р, в 6,5-7 км на південний схід від с. Горностаївка, за 400 м на північний схід від Сокольського водосховища | Рішення КО від 05.09.1969 № 595 |      |
| 35    | 1319            | Братські могили радянських воїнів, 1942 р., квітень 1944 р.                                                                                       | Горностаївська с/р, с. Горностаївка, цвинтар                                                                                  | Рішення КО від 05.09.1969 № 595 |      |
| 36    | 1961            | Братська могила підпільників, 1942-1944 рр.. | Горностаївська с/р, с. Горностаївка, цвинтар                                                                                  | Рішення КО від 15.01.1980 № 16  |      |
| 37    | 1960            | Могила Н.В.Грішановіча, 1943-1944 рр.. | Горностаївська с/р, с. Горностаївка, цвинтар                                                                                  | Рішення КО від 15.01.1980 № 16  |      |
| 38    | 1369            | Пам'ятний знак на честь воїнів-односельчан. Дата спорудження: Травень 1965 р.                                                                     | Горностаївська с/р, с. Горностаївка, вул. В.І.Леніна, парк                                                                    | Рішення КО від 05.09.1969 № 595 |      |
| 39    | 1320            | Братська могила радянських воїнів (поховано 6 осіб), 1944 р.                                                                                      | Горностаївська с/р, с. Горностаївка, вул. Леніна, біля середньої школи                                                        | Рішення КО від 05.09.969 № 595  |      |
| 40    | 1323            | Братська могила радянських воїнів, 1942-1944 рр..                                                                                                 | Заветненська с/р, с. Завітне, цвинтар                                                                                         | Рішення КО від 05.09.1969 № 595 |      |
| 41    | 1371            | Пам'ятний знак на честь односельців, 1941-1945 рр..                                                                                               | Заветненська с/р, с. Завітне, у в'їзду в село                                                                                 | Рішення КО від 05.09.1969 № 595 |      |
| 42    | 1325            | Братська могила радянських воїнів, 1942 р. | Заветненська с/р, с. Завітне, у в'їзду в село                                                                                 | Рішення КО від 05.09.1969 № 595 |      |
| 43    | 1290            | Пам'ятний знак на честь Героя Радянського Союзу Т.І.Костиріной. Дата подій: 1924-1943 рр.. Дата споруди: 1965 р.                                  | Заветненська с/р, с. Костирін, при в'їзді в село                                                                              | Рішення КО від 05.09.1969 № 595 |      |
| 44    | 1370            | Пам'ятник на честь односельців. Дата споруди: 1965 р.                                                                                             | Заветненська с/р, с. Костирін, при в'їзді в село, на височини                                                                 | Рішення КО від 05.09.1969 № 595 |      |
| 45    | 1326            | Братська могила радянських воїнів, квітень 1944 р.                                                                                                | Заветненська с/р, с. Набережне, на березі протоки причалу (південна частина села)                                             | Рішення КО від 05.09.1969 № 595 |      |
| 46    | 1327            | Братська могила радянських воїнів, 1941-1944 рр..                                                                                                 | Заветненська с/р, с. Яковенкове, вул. Чорноморська                                                                            | Рішення КО від 05.09.1969 № 595 |      |
| 47    | 1328            | Братська могила радянських воїнів та партизанів. Дата подій: 1942 р.                                                                              | Іллічівська с/р, с. Іллічеве, 3 км на південь, біля дороги                                                                    | Рішення КО від 05.09.1969 № 595 |      |
| 48    | 1955            | Братська могила радянських воїнів, січень-травень 1942 р., квітень 1944 р.                                                                        | Іллічівська с/р, с. Іллічеве, вул. Садова, сільське кладовище                                                                 | Рішення КО від 15.01.1980 № 16  |      |
| 49    | 1372            | Пам'ятний знак на честь односельців, 1941-1945 рр..                                                                                               | Іллічівська с/р, с. Іллічеве, вул. Шкільна, у літнього кінотеатру                                                             | Рішення КО від 05.09.1969 № 595 |      |
| 50    | 1329            | Братська могила радянських воїнів, січень-травень 1942 р.                                                                                         | Іллічівську с/с, с. Іллічеве, вул. Шкільна, у літнього кінотеатру                                                             | Рішення КО від 05.09.1969 № 595 |      |
| 51    | 1334            | Братська могила радянських воїнів та партизанів, грудень 1941 р., січень 1942 р., квітень 1944 р.                                                 | Калинівська с/р, с. Калинівка, вул. Горького, у озера                                                                         | Рішення КО від 05.09.1969 № 595 |      |
| 52    | 1953            | Пам'ятний знак на честь односельців. Дата споруди: 1975 р.                                                                                        | Калинівська с/р, с. Калинівка, вул. Леніна                                                                                    | Рішення КО від 15.01.1980 № 16  |      |
| 53    | 1335            | Братська могила радянських воїнів, весна 1942-1943 рр..                                                                                           | Калиновська с/р, с. Калинівка, вул. Шосейна                                                                                   | Рішення КО від 05.09.1969 № 595 |      |
| 54    | 1341            | Братська могила радянських воїнів, січень-травень 1942 р., квітень 1944 м.                                                                        | Кіровська с/р, колишнє с. Краснофлотське, кладовище в районі с. Вулканівка (кошара Карасан)                                   | Рішення КО від 05.09.1969 № 595 |      |
| 55    | 1339            | Братська могила радянських воїнів (поховано 655 чел.), січень-травень 1942 р.                                                                     | Кіровська с/р, с. Кірове, вул. Гагаріна, у школи                                                                              | Рішення КО від 05.09.1969 № 595 |      |
| 56    | 1947            | Братська могила радянських воїнів, січень-травень 1942 р., квітень 1944 р.                                                                        | Кіровська с/р, с. Яскраве, 3,0 км на південний схід (колишнє с. Широке)                                                       | Рішення КО від 15.01.1980 № 16  |      |
| 57    | 1340            | Братська могила радянських воїнів, січень-травень 1942 р.                                                                                         | Красногорська с/р, с. Королево, північна частина села, вул. Королева                                                          | Рішення КО від 05.09.1969 № 595 |      |
| 58    | 1337            | Братська могила радянських воїнів (поховано 50 осіб; тут же могила ст. сержанта І.С.Літвінова), січень-травень 1942 р.                            | Красногорська с/р, с. Красногірка, вул. Манченко, в центрі села                                                               | Рішення КО від 05.09.1969 № 595 |      |
| 59    | 1373            | Пам'ятний знак на честь односельців. Дата споруди: 1967 р.                                                                                        | Красногорська с/р, с. Красногірка, вул. Шкільна                                                                               | Рішення КО від 05.09.1969 № 595 |      |
| 60    | 1344            | Братська могила радянських воїнів, січень — Травень 1942 р.                                                                                       | Ленінська с/р, с. Дорошенкове, вул. Тополева, у клубу                                                                         | Рішення КО від 05.09.1969 № 595 |      |
| 61    | 1375            | Пам'ятний знак на честь воїнів-односельчан. Дата споруди: 1966 р.                                                                                 | Ленінська с/р, с. Ленінське, поблизу підстанції                                                                               | Рішення КО від 05.09.1969 № 595 |      |
| 62    | 1343            | Братська могила партизан, 1919-1920 рр.. | Ленінська с/р, с. Ленінське, цвинтар                                                                                          | Рішення КО від 05.09.1969 № 595 |      |
| 63    | 1949            | Могила С.О.Кацелова — командира партизанського загону, 1919 р.                                                                                    | Ленінська с/р, с. Ленінське, цвинтар                                                                                          | Рішення КО від 15.01.1980 № 16  |      |
| 64    | 1342            | Братська могила радянських воїнів, березень 1944 р.                                                                                               | Ленінська с/р, с. Ленінське, вул. Леніна, біля клубу                                                                          | Рішення КО від 05.09.1969 № 595 |      |
| 65    | 1374            | Пам'ятний знак на честь партизанів-односельців. Дата подій: 1919-1920 рр.. Дата споруди: 1966 р.                                                  | Ленінська с/р, с. Ленінське, шосе Феодосія-Керч                                                                               | Рішення КО від 05.09.1969 № 595 |      |
| 66    | 1308            | Братська могила радянських воїнів, грудень 1941 р. — січень 1942 р.                                                                               | Луговська с/р, с. Єрофєєва, західна частина                                                                                   | Рішення КО від 05.09.1969 № 595 |      |
| 67    | 1952            | Пам'ятний знак на честь майора Л.С.Ерофеева та партизана В.М.Андреева. Дата події: 1941-1944 рр.. Дата Споруди: 1966 р.                           | Луговська с/р, с. Єрофєєва, вул. Кірова, сквер                                                                                | Рішення КО від 15.01.1980 № 16  |      |
| 68    | 1367            | Братська могила радянських воїнів та пам'ятник односельчан, 1941-1945 рр..                                                                        | Луговський з/с, с. Лугове, вул. Нова, біля середньої школи                                                                    | Рішення КО від 05.09.1969 № 595 |      |
| 69    | 1345            | Братська могила підпільників, 1943 — 1944 рр.. | Марфовська с/р, с. Марфівка, цвинтар                                                                                          | Рішення КО від 05.09.1969 № 595 |      |
| 70    | 1376            | Пам'ятний знак односельчан. Дата споруди: 1967 р.                                                                                                 | Марфовська с/р, с. Марфівка, при в'їзді в село                                                                                | Рішення КО від 05.09.1969 № 595 |      |
| 71    | 1384            | Пам'ятник В.І.Леніну. Дата споруди: 1967 р. | Марфовська с/р, с. Марфівка, вул. Леніна, біля Будинку культури                                                               | Рішення КО від 05.09.1969 № 595 |      |
| 72    | 1347            | Братська могила радянських воїнів (поховано 7 осіб), січень-травень 1942 р.                                                                       | Марфовська с/р, с. Новоселівка, цвинтар                                                                                       | Рішення КО від 05.09.1969 № 595 |      |
| 73    | 1346            | Група могил радянських воїнів, 1941-1944 рр.. | Марфовська с/р, с. Прудникова, у контори радгоспу                                                                             | Рішення КО від 05.09.1969 № 595 |      |
| 74    | 1348            | Братська могила радянських воїнів, 1941-1944 рр..                                                                                                 | Мар'євська с/р, с. Вязнікова, цвинтар                                                                                         | Рішення КО від 05.09.1969 № 595 |      |
| 75    | 3049            | Пам'ятний знак на честь воїнів односельців, полеглих на фронтах Великої Вітчизняної війни. Дата споруди: 1983 р.                                  | Мар'євська с/р, с. Мар'ївка, у контори Птахорадгосп «Червонофлотської»                                                        | Рішення КО від 15.04.1986 № 164 |      |
| 76    | 1962            | Братська могила радянських воїнів, 1941-1944 р.                                                                                                   | Мар'євська с/р, с. Пташкін, у будівлі гуртожитку                                                                              | Рішення КО від 15.01.1980 № 16  |      |
| 77    | 1336            | Братська могила радянських воїнів, квітень 1944 р.                                                                                                | Мисовської с/с, с. Заводське, у рибцеху                                                                                       | Рішення КО від 05.09.1969 № 595 |      |
| 78    | 1349            | Братська могила радянських воїнів, січень-травень 1942 р.                                                                                         | Мисовської с/с, с. Мисове, цвинтар                                                                                            | Рішення КО від 05.09.1969 № 595 |      |
| 79    | 1377            | Пам'ятний знак на честь воїнів-односельчан. Дата споруди: 1967 р.                                                                                 | Мисовської с/с, с. Мисове, у клубу                                                                                            | Рішення КО від 05.09.1969 № 595 |      |
| 80    | 1946            | Пам'ятний знак на честь односельців. Дата споруди: 1975 р.                                                                                        | Мисовської с/с, с. Семенівка, у школи                                                                                         | Рішення КО від 05.09.1969 № 595 |      |
| 81    | 1350            | Братська могила радянських воїнів, січень-травень 1942р., березень 1943р.                                                                         | Мисовської с/с, с. Семенівка, вул. Шведченко                                                                                  | Рішення КО від 15.01.1980 № 16  |      |
| 82    | 2984            | Пам'ятник односельцям, загиблим у Великій Вітчизняній війні. Дата спорудження: травень 1989 р.                                                    | Новомиколаївська с/р, с. Новомиколаївка, біля Будинку культури                                                                | Рішення КО від 21.06.1983 № 362 |      |
| 83    | 1321            | Братська могила радянських воїнів, 11 квітня 1944 р.                                                                                              | Новомиколаївська с/р, с. Новомиколаївка, вул. Радянська, у школи                                                              | Рішення КО від 05.09.1969 № 595 |      |
| 84    | 1944            | Пам'ятник В.І.Леніну. Дата споруди: 1967 р. | Жовтневий с/с, с. Жовтневе | Рішення КО від 15.01.1980 № 16  |      |
| 85    | 1943            | Пам'ятний знак на честь односельців та могила ст. політрука Г.В.Веломітцева. Дата споруди: 1971 р.                                                | Жовтневий с/с, с. Жовтневе, вул. Київська                                                                                     | Рішення КО від 15.01.1980 № 16  |      |
| 86    | 1301            | Братська могила мирних жителів (Багеровський рів, поховано 7 тис. осіб), листопад-грудень 1941 р.                                                 | Жовтневий с/с, с. Жовтневе, вул. Шосейна                                                                                      | Рішення КО від 05.09.1969 № 595 |      |
| 87    | 1303            | Братська могила радянських воїнів, 1942-1944 рр..                                                                                                 | Останінського с/с, с. Останіне, цвинтар                                                                                       | Рішення КО від 05.09.1969 № 595 |      |
| 88    | 1302            | Місце розстрілу комуністів, березень 1919 р. | Останінського с/с, с. Останіне, пр. Центральний, біля стадіону                                                                | Рішення КО від 05.09.1969 № 595 |      |
| 89    | 1364            | Пам'ятний знак на честь воїнів-односельчан. Дата споруди: 1967 м.                                                                                 | Останінського с/с, с. Останіне, у будівлі правління                                                                           | Рішення КО від 05.09.1969 № 595 |      |
| 90    | 1366            | Пам'ятний знак на честь засновників колгоспу «1 Травня». Дата подій: 1927-1928 рр.. Дата споруди: 1967 р.                                         | Останінського с/с, с. Пісочне, на пагорбі при в'їзді в село, біля дороги на Останіна                                          | Рішення КО від 05.09.1969 № 595 |      |
| 91    | 1304            | Братська могила радянських воїнів, січень-травень 1942 р., квітень 1944 р.                                                                        | Останінського с/с, с. Пісочне, вул. Ватутіна                                                                                  | Рішення КО від 05.09.1969 № 595 |      |
| 92    | 1378            | Пам'ятний знак на честь односельців. Дата Споруди: 1967 р.                                                                                        | Приозерська с/р, с. Приозерне, вул. Радянська, біля будівлі правління колгоспу                                                | Рішення КО від 05.09.1969 № 595 |      |
| 93    | 1965            | Братська могила радянських воїнів, 1941-1944 рр..                                                                                                 | Приозерский з/с, с. Приозерне, вул. Шкільна, біля стадіону                                                                    | Рішення КО від 15.01.1980 № 16  |      |
| 94    | 1357            | Братська могила радянських воїнів, січень-травень 1942 р., квітень 1944 р.                                                                        | Семісотська с/р, с. Кам'янське, 5 км на захід, у фортеці Арабат                                                               | Рішення КО від 05.09.1969 № 595 |      |
| 95    | 1354            | Братська могила радянських воїнів, січень — Травень 1942 р., квітень 1944 р.                                                                      | Семісотська с/р, с. Кам'янське, північна частина села, біля берега Азовського моря                                            | Рішення КО від 05.09.1969 № 595 |      |
| 96    | 1356            | Братська могила радянських воїнів, січень — Травень 1942 р., квітень 1944 р.                                                                      | Семісотська с/р, с. Кам'янське, північно-східна частина села, на березі моря                                                  | Рішення КО від 05.09.1969 № 595 |      |
| 97    | 1355            | Братська могила радянських воїнів, січень — Травень 1942 р., квітень 1944 р.                                                                      | Семісотська с/р, с. Кам'янське, південна частина села, біля складу БЗС                                                        | Рішення КО від 05.09.1969 № 595 |      |
| 98    | 1291            | Пам'ятний знак на честь генерал-лейтенанта В.Н.Львова, командувача 51 Армією Кримського фронту. Дата події: травень 1942 р. Дата споруди: 1969 р. | Семісотська с/р, с. Львове, праворуч від дороги с. Кам'янське-Владиславівка, біля ставка                                      | Рішення КО від 05.09.1969 № 595 |      |
| 99    | 1359            | Братська могила радянських воїнів, квітень 1944 р.                                                                                                | Семісотська с/р, с. Семисотка, ж/д станція «Петрове», біля будівлі станції                                                    | Рішення КО від 05.09.1969 № 595 |      |
| 100   | 1352            | Група могил радянських воїнів, січень-травень 1942 р.                                                                                             | Семісотська с/р, с. Семисотка, пров. Поштовий                                                                                 | Рішення КО від 05.09.1969 № 595 |      |
| 101   | 1353            | Пам'ятний знак на честь односельців. Дата споруди: 1968 р.                                                                                        | Семісотська с/р, с. Семисотка, вул. Радянська, парк в центрі села                                                             | Рішення КО від 05.09.1969 № 595 |      |
| 102   | 1358            | Братська могила радянських воїнів, Дата спорудження: квітень 1944 р.                                                                              | Семісотська с/р, с. Соляне, поблизу управління соляного промислу                                                              | Рішення КО від 05.09.1969 № 595 |      |
| 103   | 1360            | Братська могила радянських воїнів, січень-травень 1942 р., квітень 1944 р.                                                                        | Семісотська с/р, с. Фронтове, 1,3 км на північ                                                                                | Рішення КО від 05.09.1969 № 595 |      |
| 104   | 1361            | Братська могила радянських воїнів, січень-травень 1942 р., квітень 1944 р.                                                                        | Семісотська с/р, с. Фронтове, сквер біля будівлі магазину                                                                     | Рішення КО від 05.09.1969 № 595 |      |
| 105   | 1362            | Братська могила радянських воїнів, січень-травень 1942 р., квітень 1944 р.                                                                        | Семісотська с/р, с. Фронтове, південно-східна частина села (колишнє с. Холмогорка)                                            | Рішення КО від 05.09.1969 № 595 |      |
| 106   | 1331            | Братська могила радянських воїнів, січень-травень 1942 р., квітень 1944 р.                                                                        | Уваровська с/р, с. Уварове, 3 км на північний захід                                                                           | Рішення КО від 05.09.1969 № 595 |      |
| 107   | 1330            | Група могил радянських воїнів, січень-травень 1942 р.                                                                                             | Уваровська с/р, с. Уварове, вул. Приозерна                                                                                    | Рішення КО від 05.09.1969 № 595 |      |
| 108   | 1293            | Пам'ятний знак на честь А.А.Уварова. Дата споруди: 1965 р.                                                                                        | Уваровська с/р, с. Уварове, вул. Центральна, біля Будинку культури                                                            | Рішення КО від 05.09.1969 № 595 |      |
| 109   | 1379            | Пам'ятний знак на честь односельців. Дата споруди: 1967 р.                                                                                        | Челядіновська с/р, с. Челядінове, вул. Садова, у школи                                                                        | Рішення КО від 05.09.1969 № 595 |      |
| 110   | 2979            | Пам'ятник Герою Радянського Союзу Д.А.Челядінову. Дата споруди: 9 травня 1982 р.                                                                  | Челядіновська с/р, с. Челядінове, вул. Центральна                                                                             | Рішення КО від 21.06.1983 № 362 |      |
| 111   | 1351            | Братська могила радянських воїнів, грудень 1941 р. — Травень 1942 р.                                                                              | Чистопольська с/р, с. Лібкнехтівка, сільське кладовище                                                                        | Рішення КО від 05.09.1969 № 595 |      |
| 112   | 1292            | Пам'ятний знак на честь Б.Т.Тасуя (Героя Радянського Союзу). Дата подій: листопад-грудень 1943 р. Дата споруди: 1966 р.                           | Чистопольська с/р, с. Тасунове, у дороги в Чистопілля                                                                         | Рішення КО від 05.09.1969 № 595 |      |
| 113   | 1963            | Могила радянського воїна, квітень 1944 р. | Чистопольська с/р, с. Чистопілля, біля ж/д мосту                                                                              | Рішення КО від 15.01.1980 № 16  |      |
| 114   | 3226            | Могила Героя Радянського Союзу Н.М.Почіваліна, квітень 1987 р.                                                                                    | Чистопольську с/с, с. Чистопілля, сільське кладовище                                                                          | Рішення КО від 20.02.1990 № 48  |      |
| 115   | 1380            | Пам'ятний знак на честь односельців. Дата споруди: 1967 р.                                                                                        | Чистопольську с/с, с. Чистопілля, вул. Комсомольська, біля будівлі правління колгоспу                                         | Рішення КО від 05.09.1969 № 595 |      |
|       |                 | | |                                 |      |